# Titila da Ânglia Oriental
Titila (Tytila; m. 616) foi rei da Ânglia Oriental em 578. Filho e sucessor de Ufa da Ânglia Oriental. Foi sucedido por seu filho Redualdo.
O cronista Beda dá informações a cerca de um outro filho seu que também reinou na Ânglia Oriental, Eni.